# Кузубовка (Лубенский район)
Кузубовка (укр. Кузубівка) — село,
Вовчикский сельский совет,
Лубенский район,
Полтавская область,
Украина.
Код КОАТУУ — 5322881104. Население по переписи 2001 года составляло 56 человек. В 2024 году в селе проживает 5 человек.

## Географическое положение
Село Кузубовка находится на левом берегу реки Сулица,
ниже по течению на расстоянии в 4 км расположено село Вовчик.